# Por amor (canción de Rafael Solano)
«Por amor» es una canción escrita por el compositor dominicano Rafael Solano. Fue lanzada en noviembre de 1968 con un éxito rotundo en República Dominicana y Latinoamérica, siendo traducida a varios idiomas. Ha sido interpretada por grandes cantantes, tales como: Lucho Gatica, Marco Antonio Muñiz, Vikki Carr, Jon Secada, y Plácido Domingo.
La canción se convirtió en un emblema en la carrera del cantante dominicano Niní Cáffaro.
En 2008, la gobernación provincial de Puerto Plata, con  la colaboración de distintas instituciones y personalidades de la comunidad, ofreció un gran homenaje al compositor Rafael Solano con motivo de los 40 años de la canción «Por amor».
En 2019, demandó al señor Álvaro Arvelo por comentarios difamatorios, al decir este que la canción «Por amor» era obra de un plagio de su parte.[cita requerida]